# Episodi di Due fantagenitori (quinta stagione)
La quinta stagione di Due fantagenitori è composta da 19 episodi, più quelli crossover con la serie Le avventure di Jimmy Neutron. È andata in onda negli USA dal 2 luglio 2004 al 25 novembre 2006.
In Italia è stata trasmessa dal 2006 su Jetix.
| nº | Titolo originale            | Titolo italiano                     | Prima TV USA     | Prima TV Italia |
| -- | --------------------------- | ----------------------------------- | ---------------- | --------------- |
| 1  | Nega Timmy                  | Diabolicamente Timmy                | 14 febbraio 2005 |                 |
| 1  | Love at First Heigh         | Al parco dei divertimenti           | 14 febbraio 2005 |                 |
| 2  | You Doo                     | Bambole pericolose                  | 16 febbraio 2005 |                 |
| 2  | Just Desserts!              | Energia dolce                       | 16 febbraio 2005 |                 |
| 3  | Go Young, West Man          | Catman torna bambino                | 9 maggio 2005    |                 |
| 3  | Birthday Wish!              | Il compleanno di Tootie             | 9 maggio 2005    |                 |
| 4  | Blondas Have More Fun       | Fanta gemelle                       | 2 aprile 2005    |                 |
| 4  | Five Days of F.L.A.R.G.     | Una festa... indimenticabile        | 2 aprile 2005    |                 |
| 5  | Timmy's 2-D House of Horror | Incubo a tre dimensioni             | 10 maggio 2005   |                 |
| 5  | It's A Wishful Life         | Il mondo senza Timmy Turner         | 10 maggio 2005   |                 |
| 6  | Escape From Unwish Island   | Uniti contro Timmy                  | 11 maggio 2005   |                 |
| 6  | The Gland Plan              | La fantastighiandola                | 11 maggio 2005   |                 |
| 7  | Back to the Norm            | Crocker e la lampada magica         | 17 febbraio 2005 |                 |
| 7  | Teeth For Two               | I nuovi denti di Timmy              | 17 febbraio 2005 |                 |
| 8  | Hassle in the Castle        | Assalto al castello                 | 12 maggio 2005   |                 |
| 8  | Remy Rides Again            | La vendetta di Remy                 | 12 maggio 2005   |                 |
| 9  | Talkin' Trash               | La spazzatura magica                | 13 maggio 2005   |                 |
| 9  | Timmy TV                    | Timmy Fanta-star                    | 13 maggio 2005   |                 |
| 10 | The Masked Magician         | Le parole magiche                   | 18 febbraio 2005 |                 |
| 10 | The Big Bash                | Caccia al tesoro                    | 18 febbraio 2005 |                 |
| 11 | Crash Nebula                | La Fanta accademia                  | 2 luglio 2004    |                 |
| 12 | Mooooving Day               | Il giorno del trasloco              | 3 ottobre 2005   |                 |
| 12 | Big Wanda                   | La grande Wanda                     | 3 ottobre 2005   |                 |
| 13 | Oh, Brother!                | Un fratello maggiore per Timmy      | 4 ottobre 2005   |                 |
| 13 | What's The Difference?      | La biblioteca magica                | 4 ottobre 2005   |                 |
| 14 | Smart Attack!               | Attacco di intelligenza             | 5 ottobre 2005   |                 |
| 14 | Operation F.U.N.            | Un'accademia speciale               | 5 ottobre 2005   |                 |
| 15 | Something's Fishy!          | Nelle profondità degli abissi       | 6 ottobre 2005   |                 |
| 15 | Presto Change-O             | Detto-fatto                         | 6 ottobre 2005   |                 |
| 16 | The "Good Old Days!"        | I bei vecchi tempi                  | 7 ottobre 2005   |                 |
| 16 | Future Lost                 | Perduti nel futuro                  | 7 ottobre 2005   |                 |
| 17 | Fairy Idol                  | L'idolo delle fate                  | 19 maggio 2006   |                 |
| 18 | Fairy Idol                  | L'idolo delle fate                  | 19 maggio 2006   |                 |
| 19 | Timmy the Barbarian!        | Timmy il barbaro                    | 25 novembre 2006 |                 |
| 19 | No Substitute For Crazy     | La cacciatrice di fate              | 25 novembre 2006 |                 |
| 20 | When Nerds Collide!         | Jimmy e Timmy: Amici nemici         | 16 gennaio 2006  |                 |
| 21 | The Jerkinators!            | Jimmy e Timmy: un cattivo per gioco | 21 luglio 2006   |                 |

## Diabolicamente Timmy
Timmy è arrabbiato, in quanto i suoi genitori sono inflessibili; per cui per reazione desidera fare il contrario di quello che loro gli ordinano. Il risultato è che, all'ordine di suo padre di fare il bravo, Timmy diventa malvagio e si appresta a distruggere la fabbrica di cosmetici di Dimmsdale: i suoi fantagenitori, Cosmo e Wanda devono fermarlo.

## Al parco dei divertimenti
Timmy, per poter andare sulle montagne russe del Luna Park, desidera avere l'aspetto di un sedicenne, come l'età di Vicky. Sfortunatamente finisce nel vagoncino insieme a Vicky che, credendolo un modello norvegese, si innamora di lui, costringendolo a fuggire.

## Bambole pericolose
Dopo aver scoperto l'esistenza delle bamboline fai-tu, bamboline che hanno le sembianze di persone reali e possono controllare a distanza le persone a cui assomigliano, Timmy desidera averne alcune. Tutto sembra andare bene finché la bambolina fai-tu di Timmy viene trovata prima da Tootie e poi da Francis. In seguito essa rischia di essere triturata da una cippatrice; fortunatamente Timmy riesce a recuperarla in tempo.

## Energia dolce
Timmy non mangia dolciumi da molto tempo, per cui desidera che gli unici alimenti esistenti siano i dolci. I primi giorni tutti sono contenti e pieni di energia, ma dopo 28 giorni sono tutti ingrassati a tal punto che la Terra inizia a rotolare verso il Sole.

## Catman torna bambino
Timmy, dispiaciuto perché Catman ha avuto un'infanzia triste, desidera che il supereroe ritorni bambino. I problemi sorgono quando l'ispettore scolastico, il signor Shallowgrave, vede Timmy e il piccolo Catman marinare la scuola e si lancia al loro inseguimento.

## Il compleanno di Tootie
Timmy si sente in colpa per non aver partecipato al compleanno di Tootie, che è stato interamente rovinato da Vicky. Esprime quindi il desiderio che Cosmo e Wanda diventino temporaneamente i fantagenitori di Tootie, la quale desidera una festa con partecipanti tutti gli abitanti di Dimmsdale. Timmy dovrà evitare che Tootie riveli a Crocker e a tutta Dimmsdale l'esistenza dei fantagenitori.

## Fanta gemelle
Dopo essere stata sgridata da Jorgen per dei desideri pericolosi di Timmy, Wanda vede alla televisione sua sorella gemella Blonda, la quale sostiene che la sorella abbia la vita più facile. Siccome Wanda pensa che sia Blonda ad avere la vita più facile, la va a trovare. Qui le due sorelle si scambiano i corpi per vedere quale delle due ha la vita più dura, ma ben presto si accorgeranno che entrambe hanno la vita dura.

## Una festa... indimenticabile
Timmy desidera che Mark Chang abbia un'autentica festa di F.L.A.R.G.; la festa si svolge in cinque giorni e ogni lettera corrisponde a un diverso modo di festeggiare. Nei primi quattro giorni accadono guai, senza comunque nulla di letale; all'ultimo giorno, il giorno G, il cui significato è Good-bye, Mark sta per distruggere la Terra: Timmy deve fermarlo.

## Incubo a tre dimensioni
Timmy è annoiato dal film Il vulcano fantasma in 3-D e desidera che la lava del vulcano sia vera, arrivando a distruggere la casa di Vicky. Sperava che finalmente Vicky se ne andasse, invece finisce col peggiorare le cose, perché Vicky e la sua famiglia vengono ad abitare da lui. Timmy, per cacciarli, sfrutterà allora gli occhiali 3-D, desiderando che facciano vedere cose spaventose a chi li indossa.

## Il mondo senza Timmy Turner
Sentendosi disprezzato, Timmy desidera non essere mai nato. Jorgen Von Strangle lo vuole pertanto portare nella dimensione di quelli che desiderano non essere mai nati. Timmy allora chiede una proroga: se riuscirà a trovare qualcuno che senza di lui è più triste riavrà la sua vita, altrimenti seguirà Jorgen senza discutere. Tutti a Dimmsdale sono più felici senza Timmy, il quale rischia di dover seguire Jorgen. Alla fine, Jorgen dice a Timmy che era solo una prova e gli concede di esprimere un desiderio, con il quale riporta tutto come prima.

## Uniti contro Timmy
Chester, A.J., Sanjay, Elmer e i genitori di Timmy vengono rapiti dai desideri negati di quest'ultimo (Gary, Dark Laser, Zucchinator, La sfinge, Super Bici e Super Water) su un'isola del Triangolo delle bermuda. Timmy dovrà salvarli e, facendo leva sull'unico punto in comune che hanno i desideri negati, salverà anche se stesso.

## La fantastighiandola
Cosmo ha problemi con la sua fantastighiandola, uno speciale organo magico che permette alle fate di cambiare aspetto. Purtroppo esiste un solo rimedio a questa malattia: un trapianto. L'unica soluzione è, quindi, trovare Anti-Cosmo.

## Crocker e la lampada magica
Dopo gli eventi di Il genio della lampada, Crocker riceve in regalo da suo zio Albert la lampada di Norm il genio, scoprendo che anche Norm odia Timmy. All'inizio sembrano amici, ma alla fine Norm sarà costretto a fuggire proprio da Timmy, perché i piani inutili di Crocker lo stanno facendo impazzire.

## I nuovi denti di Timmy
I denti da latte di Timmy finalmente si muovono. Il più felice di tutti è Jorgen Von Strangle, che vuole donarli alla Fatina dei denti per chiederle di diventare sua moglie. Ma i denti di Timmy non cadono, per cui Jorgen tenta di strapparglieli con le sue mani. La Fatina dei denti lo scopre e lo lascia; Timmy è costretto a rimettere le cose a posto.

## Assalto al castello
Cosmo e Wanda proibiscono a Timmy di entrare nel loro castello. Timmy disubbidisce e, utilizzando il transformer riduttore, si introduce nella casa dei Fantagenitori. Visitando il castello trova la Sala della fama; è arrabbiato, perché fra tutti i ritratti non c'è il suo. Timmy decide di impugnare la bacchetta magica di Cosmo per far uscire delle persone dai quadri e chiedere perché si sono meritati quel luogo. Sfortunatamente sbaglia sala ed entra nella Sala dell'infamia. Così, facendo uscire dai quadri tre cattivi ragazzi, si rende indirettamente responsabile delle cattiverie compiute dalla più malvagia di loro, Mary Ann, colpevole di aver causato la prima guerra mondiale, la quale vuole vendicarsi nei confronti di Cosmo e Wanda per essere prigioniera in un quadro.

## La vendetta di Remy
Dopo gli eventi di Un magico duello, Remy Buxaplenty arriva a scuola a bordo di una limousine e diventa il miglior amico di Timmy. Alla fine, proprio perché Timmy ha una vita fin troppo fortunata, rischia di perdere Cosmo e Wanda, perché non pensa più a loro, e Remy confessa che lo ha fatto per vendetta. Tuttavia si scopre che sotto il piano di Remy ce n'è uno di Juandissimo e un altro di Jorgen.

## La spazzatura magica
Timmy chiama Big Daddy, il padre di Wanda, per risolvere un problema di rifiuti magici creati da Cosmo. Purtroppo Big Daddy è molto autoritario e si offende per i modi con cui Timmy lo approccia, quindi, insieme a Wanda, è sul punto di andarsene.

## Timmy Fanta-star
Timmy scopre di essere la star principale del Fantamondo: è stato sempre ripreso da telecamere nascoste. A questo punto Simon Sparklefield, il direttore dello show, gli propone alcuni cambiamenti nel suo tenore di vita. Ma diventano così marcati che Timmy sarà costretto a rinunciare alla sua fama per non perdere Cosmo e Wanda.

## Le parole magiche
Durante una festa, i genitori di Timmy ingaggiano un prestigiatore scarso: il signor Pickles. Timmy esprime pertanto il desiderio di diventare un prestigiatore bravissimo, ma inizia a credere di essere anche un supereroe. Nel frattempo, il signor Pickles vuole vendicarsi di Timmy e si appresta a far scomparire Dimmsdale; il bambino, per fermarlo, è costretto a rinunciare ai poteri magici.

## Caccia al tesoro
Cosmo, Wanda e Timmy sono stati invitati a una caccia al tesoro indetta da Cupido, in cui il vincitore avrà diritto a 30 secondi di desideri senza vincoli. Purtroppo alla gara partecipa anche Remy Buxaplenty, che riferisce a Timmy che, se vincerà, userà i desideri per liberarsi di Cosmo e Wanda. A complicare le cose, Cosmo e Juandissimo ingaggiano una scommessa, in cui il fantagenitore del vincitore della gara avrà come "premio" Wanda.

## La Fanta accademia

Ani e Sprig

Timmy vuole vedere un episodio speciale di Crash Nebula, solo che Cosmo e Wanda lo disturbano. Intanto l'episodio inizia: Sprig Speevak è il primo terrestre ad essere stato ammesso alla Celestiale accademia, un'accademia situata nello spazio, come premio per aver salvato la principessa Galaxandra, direttrice della scuola. Nell'accademia, Sprig vorrebbe utilizzare  l'Hyperdrive-enabled nebula V, una speciale tuta che funziona con il pensiero, ma la sua insegnante è assolutamente contraria. Il terrestre si innamora inoltre di una sua compagna, un'aliena di nome Ani, che però non ricambia i sentimenti. Ani rischia poi di finire dentro un buco nero, ma fortunatamente Sprig riesce a salvarla in tempo indossando, di nascosto dalla sua insegnante, la tuta. Da quel momento Sprig Speevak si ribattezza in Crash Nebula.
- Nota: questo episodio avrebbe dovuto essere l'episodio pilota di uno spin-off dedicato a Crash Nebula, che però non venne realizzato.[1]

## Il giorno del trasloco
La madre di Timmy si lamenta perché non riesce più a vendere tante case come una volta. Timmy cerca di aiutarla facendole ritornare il suo "tocco magico" nel venderle, ma il bambino esagera nella magia, per cui sua madre finisce col vendere tutte le case di Dimmsdale, compresa la sua. Timmy e i suoi genitori decidono quindi di traslocare in una casa appartenente a una comunità gestita da Doug Dimmadome. In quel luogo tutti gli abitanti, bevendo il latte delle fattorie Dimmadome, entrano in una sorta di trance e cercano di far bere il latte anche a Timmy, ma lui rifiuta. Il bambino scopre poi che sotto tutto ciò c'è un piano diabolico di Doug Dimmadome, che verrà sventato dallo stesso Timmy.

## La grande Wanda
Il padre di Wanda, Big Daddy, viene rapito. A questo punto Wanda deve continuare a gestire l'azienda del padre. Intanto Timmy e Cosmo cercano di capire chi è stato a rapirlo e dov'è stato nascosto. Gli indizi li portano a casa di mamma Cosma.

## Un fratello maggiore per Timmy
Timmy si rende conto che sarebbe bello avere un fratello maggiore: ne desidera uno perfetto e lo chiama Tommy. Tutto va bene finché Tommy non decide di portarlo in Tibecuador, un paese immaginario, a svolgere lavori massacranti. A peggiorare le cose, Timmy deve riconquistare Tootie, visto che quest'ultima si è innamorata di Tommy, e, di conseguenza, Timmy non può desiderare la sua sparizione.

## La biblioteca magica
A Mark Chang si guasta la cintura magica che gli permette di trasformarsi in qualsiasi cosa, e Mandie, sua promessa sposa, ritorna per portarselo via. Timmy, caduto nel panico, desidera che la sua scuola diventi un libro di attività per bambini di tre anni. Ma le cose peggiorano quando Mandie trova Timmy e vuole ucciderlo e le bacchette di Cosmo e Wanda sono andate perse.

## Attacco di intelligenza
Timmy desidera che suo padre diventi intelligente, ma lo diventa così tanto che comincia a sospettare di Cosmo e Wanda nel momento in cui li sente parlare. Il signor Turner decide di portarli ad una conferenza di scienziati per mostrare le loro corde vocali: Timmy è costretto a fermarlo.

## Un'accademia speciale
Timmy, Chester e A.J. tornano a scuola dopo le vacanze e incontrano Remy Buxaplenty, il quale racconta di un posto chiamato F.U.N. dove ci si diverte soltanto. Allora Timmy e i suoi amici si trasferiscono lì, ma scoprono che in realtà quel posto è un'accademia militare. Timmy Chester e A.J. devono darsi da fare per andarsene.

## Nelle profondità degli abissi
Timmy desidera avere dei poteri acquatici per poter nuotare e respirare sott'acqua. Così con Cosmo e Wanda si dirige ad Atlantide, dove Cosmo è conosciuto per essere colui che ha sprofondato l'isola (come rivelato negli episodi Questo è il tuo desiderio e Attacco al Fantamondo).

## Detto-fatto
Cosmo e Wanda vanno a visitare mamma Cosma che sta male. Intanto Timmy desidera avere un congegno che scambia i corpi delle persone; inizialmente lo usa per passare una verifica, ma poi ne approfitta e finisce per combinare guai.

## I bei vecchi tempi
Per una sera, il nonno paterno di Timmy fa da babysitter a Timmy. Per legare con lui cerca di trovare qualcosa che piace ad entrambi, ma questo si rivela difficile. Ad un certo punto si scopre che al nonno piacciono tantissimo i cartoni animati, così Timmy esprime il desiderio di entrare in un cartone animato degli anni trenta.

## Perduti nel futuro
Il signor Turner trova un vecchio fumetto su un bambino che abita nel futuro e lo regala a Timmy, che appena lo vede ne rimane incantato. Senza neanche leggerlo, Timmy desidera andare nel futuro, dove tutto è più tecnologico e i robot si prendono cura degli umani. Ma poi si accorge che il fumetto diceva anche che i robot conquisteranno il mondo, e così accade: toccherà a Timmy salvare la Terra dai robot.

## L'idolo delle fate
Il Genio Norm viene liberato dal sindaco di Dimmsdale. In attesa che il sindaco esprima i suoi desideri, Norm legge una copia del manuale delle regole delle fate e apprende che qualsiasi creatura magica può diventare un fantagenitore. Dopo aver deciso che questo è il modo per sfuggire alla sua lampada una volta per tutte, Norm fa sì che il sindaco lo trasporti a casa di Chester. Quest'ultimo trova la lampada e desidera che Timmy abbia più tempo per stare fuori a giocare con lui. Norm esaudisce il desiderio, fornendo un clone a Timmy per marinare la scuola. Timmy, che ha avuto dei litigi con Cosmo e Wanda, trascorre tutto il giorno con l'amico, non sapendo che il clone lo sta mettendo in cattiva luce. I fantagenitori di Timmy danno le dimissioni, dopodiché Jorgen sta per cancellare la memoria a Timmy, che fortunatamente riesce a mettere il clone al posto suo. Grazie al portale di Crocker, Timmy travestito raggiunge il Fantamondo e assiste al concorso Fairy Idol (Idolo delle fate), che è stato messo in scena per scegliere se Cosmo e Wanda dovranno tornare a essere fantagenitori o saranno sostituiti. A questo concorso partecipano numerose creature magiche, tra cui Norm, Cosmo e Wanda. Timmy travestito avverte Cosmo e Wanda del complotto di Norm, i quali sono molto arrabbiati con lui. Cosmo e Wanda riescono a vincere la sfida (pur non potendo tornare suoi fantagenitori), ma vengono messi fuori gioco da Norm, che diventa la fata di Chester, talmente povero da non possedere nemmeno un'abitazione. Cosmo e Wanda finiscono all'ospedale, ma Timmy, piangendo sui loro corpi feriti, li riporta in vita. Come segno di riconoscimento, perdonano Timmy e lo accompagnano a casa. Dopo aver causato molti danni al mondo con i suoi desideri, Chester è dispiaciuto vedendo Timmy in lacrime e impone a Norm di diventare la sua fata. Timmy però non esprime desideri per due settimane, provocando a Norm un eccesso di magia e facendolo esplodere in una moltitudine di coriandoli e stelle filanti. Dopo essere stato riportato come prima, Norm dice ad alta voce di non essere più un fantagenitore, così Jorgen svuota la memoria a Timmy. Interviene però Chester, che desidera che tutto torni come era prima della venuta della lampada magica di Norm.

## Timmy il barbaro
Binky sta male, così Jorgen lo va a trovare e gli racconta una storia in cui Timmy il barbaro, Sgradercole e Cosmobius vanno alla ricerca del calice di mom e, per averlo, devono battere i cattivi Francios il troll, Vickuies l'aquila arpia e lo stregone Karaptus. Timmy dà il calice alla madre, che però non è molto felice, ma in fin dei conti Timmy lo ha preso ed è felice e Binky dorme.

## La cacciatrice di fate
Crocker si fa male al lavoro e come supplente viene la maestra Sunshine, molto dolce e gentile che regala stelline dorate a tutti i suoi alunni. A fine giornata, Timmy desidera che lei diventi la nuova maestra, ma si rivela essere una cacciatrice di fate chiamata Miss Doombringer.

## Jimmy e Timmy: Amici nemici
È venerdì 13 e Jimmy decide di organizzare un ballo, per dimostrare il fatto quella data è solo una superstizione; Jimmy cerca di invitare Cindy al ballo ma all'improvviso il Dr. Calamitoso rapina la banca di Retroville. Allora Jimmy va a fermarlo lasciando Cindy arrabbiata. Nel frattempo a Dimmsdale, anche Timmy sta organizzando il ballo del venerdì 13, essendo l'unico giorno libero dai desideri, ma ha perso così tanto tempo nel decorare la palestra per il ballo, che si è dimenticato di trovare una ragazza con cui andare al ballo; non trovando nessuna si ricorda di Cindy per cui decide di andare a Retroville. Nello stesso tempo, Anti-Cosmo scappa dalla prigione di massima sicurezza in cui si trova, ma, essendo stato scoperto, Jorgen rende Anti-Cosmo e le anti-fate visibili sulla Terra e non permette a nessuno di quell'universo di entrare; Anti-Cosmo riflette su quello che ha detto Jorgen e comprende di dover cercare un alleato proveniente da un altro universo. Jimmy sconfigge il Dr. Calamitoso, che nel frattempo era in cerca di un alleato, e incontra Timmy, appena arrivato, che cerca Cindy; Timmy va a casa di Cindy accompagnato da Carl e Shin grazie ad un jet pack fornito da Cosmo e Wanda e, quando sta per chiedere a Cindy di venire al ballo di venerdì 13, arriva Jimmy che cerca di spiegare a Cindy che in realtà Timmy fa finta di essere un genio solo per farle piacere, allora Timmy sfida Jimmy ad una gara di invenzioni. Jimmy perde, così Timmy porta Cindy a Dimmsdale; nel frattempo il Dr. Calamitoso, avendo ascoltato tutta la conversazione, decide di seguire Jimmy perché crede che Timmy possa essere un alleato perfetto per eliminarlo. Jimmy crea un portale inter-dimensionale per raggiungere l'universo di Timmy accompagnato da Carl, Shin e Libby, ma lascia il laboratorio aperto, così il Dr. Calamitoso ne approfitta per rubare qualche utile invenzione. Timmy ruba il diario di Cindy per farle credere che Timmy sia il fidanzato ideale. Cindy, convinta cerca un posto adatto per permettere a Timmy di chiederlo ma, continuamente disturbato da Carl, Shin e Libby, decide di prestargli Cosmo e Wanda per poter restare in pace. Il Dr. Calamitoso arriva a Dimmsdale e incontra Anti-Cosmo che lo convince a liberare le anti-fate e lo mette in una cella con Jorgen stordito. Quando Timmy sta per chiedere a Cindy di venire al ballo con lui, arriva Jimmy che le racconta cosa è successo, quando all'improvviso si apre un varco temporale da cui escono le anti-fate che cercano di fermare la rotazione della Terra, in modo che ogni giorno sia venerdì 13. Timmy si fa restituire Cosmo e Wanda e così riesce a intrappolare le anti-fate. Jimmy cerca di fermare il Dr. Calamitoso, ma Timmy, non volendo lasciare il merito della vittoria a Jimmy, prende la congiungente di geni di Jimmy e fonde Jorgen e il Dr. Calamitoso; il Dr. Calamitoso, essendo dotato di una mente più forte, prende il controllo del corpo di Jorgen, rapisce Cindy e la porta a Retroville. Il Dr. Calamitoso cerca di distruggere il mondo; Timmy per fermarlo induce Jorgen a riprendere il controllo del corpo per poterli poi separare "trasgredendo alle regole". Dopo averli separati, Jorgen ringrazia Timmy e Jimmy risolvendo il problema del ballo di venerdì 13, permettendo a Cindy di andare al ballo con entrambi e rendendo possibili agli altri di ballare in due dimensioni diverse.

## Jimmy e Timmy: un cattivo per gioco
Jimmy ripara il suo portale interdimensionale e osserva le altre dimensioni tra le quali quella di Timmy. Timmy cerca di giocare con Chester, ma lui è impegnato a costruire per suo padre un gabinetto. Allora va da A.J. che però in quel momento si sta ibernando, perché stanco di essere l'unico genio della città, così decide di risvegliarsi nel XIV Secolo allo scopo di trovarsi con persone intelligenti quanto lui. Timmy allora decide di andare a Retroville per trovare Cindy ma, essendo in vacanza, ripiega su Jimmy. Timmy propone a Jimmy di andare nella sua dimensione per combattere alcuni nemici di Timmy dove Jimmy diventa Brain Boy; dopo avere sconfitto tutti i nemici del fumetto di Crimson Mentone, i ragazzi si annoiano per cui decidono di creare un nemico che possa dare loro filo da torcere. Jimmy diventa il migliore amico di Timmy, così Chester, sentendosi rifiutato da Timmy, avvisa A.J., che crede di essere nel futuro, e grazie al portale portatile di Jimmy, tornano a Retrovile seguiti da Chester ed A.J.. Timmy e Jimmy si barricano nel laboratorio, ma Cindy, tornata in anticipo, non accetta di essere rifiutata e cerca di convincere Timmy e Jimmy a iniziare un'altra guerra per conquistarla, ma loro la mandano via. Sentendosi disturbati, Timmy e Jimmy tornano a Dimmsdale dove creano "il Cattivone". Dopo avere seguito il consiglio di Wanda di renderlo adottabile, così avrebbe trovato una nuova casa, dopo che i ragazzi avessero finito di giocarci. Timmy scrive per sbaglio "adattabile" e non adottabile; Timmy e Jimmy si accorgono che si sono dimenticati di renderlo malvagio così, con una scusa, si sbarazzano di lui e decidono di creare un altro Cattivone. Il Cattivone si intristisce e, con l'abilità dell'adattabilità, sostituisce "tristezza" con "rabbia" e cerca di distruggere veramente Timmy e Jimmy. Il Cattivone ruba l'intelligenza di Jimmy e i poteri magici di Cosmo e Wanda; Cindy, Libby, Carl, Shin, A.J., Chester, Cosmo e Wanda si rifiutano di aiutare Timmy e Jimmy, così il Cattivone li porta nella sua dimensione natale insieme a tutti gli abitanti di Dimmsdale e Retroville, lasciando agli amici rifiutati un portale per la sua dimensione per scappare dalle dimensioni ormai quasi distrutte. Cindy cerca di convincere il Cattivone a non distruggere le loro dimensioni ma senza successo. Timmy, Jimmy e i loro amici capiscono che se vogliono sconfiggere il Cattivone devono renderlo vulnerabile facendogli perdere tutte le sue armi, la sua statura e la magia. Cosmo e Wanda, così, riacquistano i loro poteri, Jimmy riacquista la sua intelligenza e il Cattivone diventa il proprietario di una pizzeria.